# Sonja Lyubomirsky
Sonja Lyubomirsky (1967–) orosz születésű amerikai pszichológus, a Kaliforniai Egyetem Riverside Tagozatának professzora, valamint a Hogyan legyünk boldogok? című könyv szerzője. Ebben a könyvben könnyed, közérthető stílusban nyújt az olvasónak összefoglalót a pozitív pszichológia számos kutatási eredményéről, valamint az általa összegyűjtött, tudományos kutatásokon alapuló 12 boldogságfokozó gyakorlatról.
Lyubomirsky és kutatásai sok rangos elismerésben részesültek már, többek között elnyerték 2002-ben a Templeton Pozitív Pszichológia díjat és egy több évre szóló ösztöndíjat az Országos Elmeegészségügyi Intézettől, hogy végezzen kutatásokat a boldogság tartós fokozásának lehetőségéről.
A Journal of Positive Psychology című folyóirat szerkesztője.

## Hogyan legyünk boldogok?
Lyubomirsky 2008-ban jelentette meg nagy sikerű, „Hogyan legyünk boldogok? Életünk átalakításának útjai tudományos megközelítésben” című könyvét.
Ami elmondása szerint megkülönbözteti az ő könyvét a többi önsegítő kiadványtól, az az, hogy az ő összes javaslatát „tudományos kutatások támasztják alá.” Ahol pedig „ellentmondásosak az eredmények, vagy hiányoznak a bizonyítékok”, erre is külön felhívja a figyelmet.
Lyubomirsky boldogságdefiníciója így hangzik: „A boldogság szóval én az öröm, a megelégedettség vagy a pozitív jóllét élményére utalok, amely együtt jár azzal az érzéssel, hogy az élet jó, értelmes és érdemes élni. A kutatók jobban szeretik a szubjektív jóllét kifejezést, mivel tudományosabban hangzik, és nem hordozza az évszázados történelmi, irodalmi és filozófiai hagyományok terhét”.

### A tortadiagram
Az egyik legfontosabb újdonság, amellyel Lyubomirsky szolgál, az a boldogságot determináló tényezők tortadiagramja lehet. Ezen azt ábrázolja, hogy az emberek boldogsági szintje közötti különbséget 50%-ban a genetikai adottságok, 10%-ban a környezeti tényezők, és 40%-ban a saját szándékos tetteik befolyásolják.

A boldogság tortadiagramja: 50%: genetikai meghatározottság; 10%: a változó körülmények; és a 40%, amelyért mi magunk vagyunk felelősek

Ezek szerint az emberi boldogságnak van egy afféle alapszintje, amely hasonlítható az ember testsúlyához: „vannak, akik nem hajlamosak a hízásra, könnyedén tartják súlyukat úgy is, hogy semmilyen erőfeszítést nem tesznek ennek érdekében; másoknak hihetetlenül kell dolgozniuk, hogy a kívánt szinten tartsák a súlyukat, és elég csak egy kicsit elengedni magukat, máris felszednek néhány kilót” (Lyubomirsky, 2008). Ezt foglalja tehát magában az 50%, melyet a gének határoznak meg. Ez az ún. set-point (alapérték) az egyén számára nem elmozdítható (Lyubomirsky, 2005) − ezt az állítást Lyubomirsky többek között Lykken és Tellegen 1996-os ikervizsgálataira alapozza. A boldogságfokozás lehetőségét tehát máshol kell keresni.
A tévhitekkel ellentétben boldogságunknak csupán 10%-át szabják meg a környezeti tényezők, mint például: az anyagi helyzet, az egészség, vagy a külső.
Tehát még mindig van 40%, amely fölött hatalmunk van. Ennek a tortacikknek a kihasználtságát gondolkodásunk és mindennapi cselekvéseink befolyásolják. Ezáltal relatíve nagy tér áll rendelkezésünkre, hogy jól-létünket fokozzuk. Ehhez mutatnak néhány lehetséges utat Lyubomirsky gyakorlatai.
Mint mondja, nem létezik egyetlen olyan „varázsstratégia”, amely mindenkin segítene, mivel az emberek sem egyformák, és különböző igényeik vannak. Ezért ismertet meg velünk 12 változatos módszert, többek között: a hála kifejezését, az optimizmus gyakorlását, a kapcsolatok ápolását. Fontos, hogy ki-ki megtalálja a neki megfelelő boldogságstratégiá(ka)t.

### A 12 boldogságfokozó gyakorlat
1. A hála kifejezése
2. Az optimizmus gyakorlása
3. A kényszeres gondolkodás (rágódás) és a társas összehasonlítgatás kerülése
4. Jócselekedetek gyakorlása
5. A kapcsolatok ápolása
6. Olyan stratégiákat kidolgozása, amelyek segítségével megbirkózunk a ránk váró nehézségekkel
7. Megbocsátás
8. Áramlatélmény fokozása
9. Apró örömök élvezete
10. Elköteleződés céljaink mellett
11. Vallásgyakorlás és spirituális élet
12. Törődés a testünkkel (meditáció – testmozgás – cselekedjen úgy, mint a boldog emberek)

## Boldogságmítoszok
Lyubomirsky második könyve 2013-ban jelent meg. Középpontjában a boldogságmítoszok állnak: ezek olyan hiedelmek, melyek szerint életünk bizonyos eredményei (házasság, gyerekek, munkahely, anyagi jólét) örök boldogságot hoznak számunkra, bizonyos kudarcaink vagy nehézségeink (egészségi gondok, élettárs hiánya, pénztelenség) pedig örök boldogtalanságra kárhoztatnak bennünket. A boldogság e reduktív értelmezése kulturálisan folyamatosan megerősítést nyer és tartóssá válik, holott elsöprő mennyiségű bizonyíték van arra, hogy a jóllétünk nem ilyen fekete-fehér elvek alapján működik.

## Magyarul
- Hogyan legyünk boldogok? Életünk átalakításának útjai tudományos megközelítésben; ford. Turóczi Attila; Ursus Libris, Bp., 2008 (Emberközpontú pszichológia könyvsorozat)
- Boldogságmítoszok. Tények és tévhitek; ford. Turóczi Attila; Ursus Libris, Bp., 2013